# مارتن مكينتوش
مارتن مكينتوش (بالإنجليزية: Martin McIntosh)‏ (19 مارس 1971 في المملكة المتحدة - ) هو مدرب كرة قدم ولاعب كرة قدم بريطاني في مركزي الدفاع وقلب الدفاع. شارك مع منتخب اسكتلندا الثانوي لكرة القدم ‏. أما مع النوادي، فقد لعب مع توتنهام هوتسبير وستوكبورت كونتي وغريمسبي تاون ونادي روذرهام يونايتد ونادي سانت ميرين ونادي هيبرنيان وهاميلتون أكاديميكال وهدرسفيلد تاون ووركشوب تاون ‏ وAlfreton Town F.C. ‏ ونادي مانسفيلد تاون ونادي جيزيلي ‏ ونادي كلايدبانك ‏.

## وصلات خارجية
- مارتن مكينتوش على موقع قاعدة بيانات كرة القدم.إي يو (الإنجليزية)
- مارتن مكينتوش على موقع Soccerbase.com (لاعب) (الإنجليزية)